# Vicenza (stacja kolejowa)
Vicenza (włoski: Stazione di Vicenza) – stacja kolejowa w Vicenzy, w regionie Wenecja Euganejska, we Włoszech. Znajduje się na linii kolejowej Mediolan-Wenecja, Vicenza-Schio i Vicenza-Treviso. Znajdują się tu 3 perony.
Stacja jest częścią programu Centostazioni spółki Ferrovie dello Stato. Stacja notuje średni przepływ 7,7 mln pasażerów rocznie.
Stacja wyposażona jest w duży hol przystosowany do obsługi pasażerów, siedzibę policji, biura i kierownictwo ruchu pociągów.